# Talégalle à bec foncé
Talegalla fuscirostris
Espèce
Statut de conservation UICN

 LC  : Préoccupation mineure
Le Talégalle à bec foncé (Talegalla fuscirostris) est une espèce d'oiseaux de la famille des Megapodiidae.

## Répartition
Son aire s'étend essentiellement à travers le sud de la Nouvelle-Guinée.

## Habitat
Il vit dans les forêts humides de plaine à climat tropical et subtropical.